# Eleição municipal de Ribeirão Pires em 2020
A eleição municipal de Ribeirão Pires em 2020 ocorreu no dia 15 de novembro (turno único). Esta cidade paulista possui 123.393 habitantes dentre os quais 90.483 são eleitores que neste dia votaram para definir o seu prefeito e os seus 17 vereadores.

## Candidatos
| Nº | Nome                      | Partido       | Vice                           | Coligação                                                            | Ref.  |
| -- | ------------------------- | ------------- | ------------------------------ | -------------------------------------------------------------------- | ----- |
| 13 | Felipe Magalhães          | PT            | Jacque Cipriany (PT)           | PT e PSOL                                                            | [ 1 ] |
| 17 | Carlos Sacomani           | PSL           | Marcos Souza (PSL)             | partido isolado                                                      | [ 2 ] |
| 22 | Clóvis Volpi              | PL            | Amigão D'Orto (PSB)            | PL e PSB                                                             | [ 3 ] |
| 45 | Kiko Teixeira             | PSDB          | Gabriel Roncon (PTB)           | PSDB, PTB, PCdoB, PODE, DEM, MDB, PDT, PRTB, PSC, PSD, PV, Cidadania | [ 4 ] |
| 70 | Lair Moura                | Avante        | Dr. Hércules (Republicanos)    | Avante, Republicanos, PMB                                            | [ 5 ] |
| 77 | Mariza das Casas Próprias | Solidariedade | Antônio Muraki (Solidariedade) | partido isolado                                                      | [ 6 ] |

## Resultado

### Prefeito
| Candidato(a)                                             | Vice                           | 1º turno 15 de novembro | 1º turno 15 de novembro |
| Candidato(a)                                             | Vice                           | Votação                 | Votação                 |
| Candidato(a)                                             | Vice                           | Total                   | Percentagem             |
| -------------------------------------------------------- | ------------------------------ | ----------------------- | ----------------------- |
| Clóvis Volpi (PL)                                        | Amigão D'Orto (PSB)            | 25.905                  | 45,91%                  |
| Kiko Teixeira (PSDB)                                     | Gabriel Roncon (PTB)           | 19.273                  | 34,16%                  |
| Felipe Magalhães (PT)                                    | Jacque Cipriany (PT)           | 5.097                   | 9,03%                   |
| Marisa da Casas Próprias (Solidariedade)                 | Antônio Muraki (Solidariedade) | 4.665                   | 8,27%                   |
| Carlos Sacomani (PSL)                                    | Marcos Souza (PSL)             | 1.485                   | 2,63%                   |
| → Total de votos válidos                                 | → Total de votos válidos       | 56.425                  |                         |
| → Votos em branco                                        |                                |                         |                         |
| → Votos nulos                                            |                                |                         |                         |
| Total                                                    |                                |                         |                         |
| Abstenções                                               |                                |                         |                         |
| Total de inscritos                                       |                                |                         |                         |
| Relação da população municipal ao total de votos válidos |                                |                         |                         |
| Relação da população municipal ao total de inscritos     |                                |                         |                         |